# اووک سیتی (کارولینای شمالی)
اووک سیتی (به انگلیسی: Oak City) شهری در ایالت کارولینای شمالی کشور ایالات متحده آمریکا است که جمعیت آن در سرشماری سال ۲۰۱۰ میلادی، ۳۱۷ نفر بوده‌است.